# Sarah Kuttner – Die Show
Sarah Kuttner – Die Show war eine Fernsehshow beim Musiksender VIVA, die von Sarah Kuttner moderiert wurde. Die Sendung wurde von August bis Ende 2004 viermal pro Woche ausgestrahlt, danach gab es die Show nur noch zweimal pro Woche.
Nach der Übernahme des Musiksenders VIVA durch Viacom und den damit einhergehenden Umstrukturierungen war Sarah Kuttner ab dem 13. September 2005 mit der Nachfolgeshow Kuttner. im Programm von MTV zu sehen.
Headautor der Sarah Kuttner Show war Eric Pfeil, der vorher fünf Jahre lang als Producer und Autor die Sendung Fast Forward geprägt hatte. Zuständiger Producer der Show sowie ihres Nachfolgeformates Kuttner. war Arne Kreutzfeldt.  
Die Sendung wurde nach der ersten Staffel auf MTV im August 2006 eingestellt.

## Sarah Kuttner– Die Show
Die Sendung enthielt typische Elemente einer Late Night Show, wie den als „Sidekick“ fungierenden Redakteur Sven Schuhmacher, den zentralen Schreibtisch oder eine eigene Studioband, und richtete sich vorwiegend an ein junges Publikum.
In jeder Sendung gab es mindestens einen Talkgast (von Michael Stipe bis Bernd Begemann) und einen musikalischen Act oder Comedian auf der Bühne. Dabei traten vorwiegend Alternative-Künstler wie zum Beispiel Adam Green, Mando Diao, The International Noise Conspiracy oder Moneybrother auf, weshalb immer wieder Parallelen zur ehemaligen Show Fast Forward mit Charlotte Roche gezogen wurden.
In Einspielern kamen Prominente und Freunde der Sendung zu Wort; regelmäßig Roger Willemsen, Moneybrother und Helge Schneider. In anderen Rubriken stellte Kuttner unter anderem ungewöhnliche Berufe („Einer muss es ja machen“) oder den „Mist der Woche“ vor. Bei Ratespielen wurden regelmäßig Zuschauer aus dem Studiopublikum mit einbezogen.
Des Weiteren gab es in der Show Beiträge von Michael Wigge, der als Außenreporter unterwegs war und ungewöhnliche Aktionen oder Aufträge, teils mit Prominenten, durchführte.
Für Aufruhr sorgte Kuttner, als sie live und in Großaufnahme einen Käfer auf dem Studioboden energisch zertrat.

## Mögliche Absetzung
Sarah Kuttner – Die Show wurde bis Ende 2004 viermal pro Woche ausgestrahlt. Auf Grund der Übernahme des ehemaligen Konkurrenten VIVA durch die MTV-Mutter Viacom und der damit einhergehenden Neuausrichtung der Musiksender MTV, MTV2 Pop, VIVA und VIVA Plus kam es in den Medien zu Diskussionen über eine mögliche Einstellung der Show. Gerüchte besagten, dass in ersten Programmschemata der künftigen Senderfamilie Kuttners Show nicht mehr vorgesehen war, da Kuttner mit ihrer Sendung nicht mehr in das VIVA-Programm passe, das mittlerweile Shows wie Die Abschlussklasse sendete.
Diesen Spekulationen trat Kuttner in der Sendung selbst offensiv entgegen, indem sie ihren Unmut über die unklare, spekulative Zukunft äußerte und zudem streikte. Auf Grund folgender zahlreicher Proteste von Fans und auch VIVA-Mitarbeitern wurde letztendlich entschieden, die Sendung zu erhalten und ab 19. Januar 2005 nur noch zweimal pro Woche auszustrahlen. Als Neuerung gab es die Show jedoch sogar vorübergehend live zu sehen.

## Wechsel zu MTV
Nach dem Senderwechsel lief ab dem 13. September 2005 die zweite Staffel der Show unter dem nun gekürzten Namen Kuttner. zweimal wöchentlich bei MTV. Ab diesem Zeitpunkt war Sarah Kuttner selbst Produzentin der Sendung. Im Mai 2006 verkündete Sarah Kuttner auf ihrer Homepage, dass es keine zweite Staffel Kuttner. geben wird. Die Show wurde bis zuletzt nicht mehr in Köln, sondern in Berlin produziert und auch wieder vor der Ausstrahlung aufgezeichnet.
Das Konzept der Vorgängershow wurde größtenteils beibehalten, als neues Gesicht kam Caroline Korneli für weitere Außenreportagen ins Team. Produziert wurde Kuttner. im Auftrag von MTV von der Kuttner TV GmbH, einer gemeinsamen Firma von Sarah Kuttner und der Brainpool TV GmbH.
In der werberelevanten Zielgruppe konnte die Sendung im Oktober 2005 einen Marktanteil von 1,1 Prozent vorweisen. Im Januar 2006 waren es 0,8 Prozent. Gäste wie 50 Cent, Wir sind Helden oder Johannes B. Kerner konnten nicht für die gesetzte Zielquote von 2,0 Prozent sorgen. Ende Mai 2006 gab Kuttner auf ihrer Website bekannt, dass es keine weitere Staffel ihrer Show auf MTV geben wird. Laut Medienberichten waren dem Sender die Produktionskosten, im Verhältnis zu der für MTV-Verhältnisse durchschnittlichen Einschaltquote, zu hoch.
Die letzte Sendung wurde am 3. August 2006 um 21.00 Uhr ausgestrahlt. Gäste der letzten Sendung, die insgesamt 0,08 Millionen Zuschauer verfolgten, waren Superpunk und Roger Willemsen.

## Sendezeiten
Zuletzt wurde Kuttner. dienstags und donnerstags jeweils von 21:00 Uhr bis 22:00 Uhr ausgestrahlt. Die Wiederholungen liefen mittwoch- und freitagnachts von 00:30 Uhr bis 01:30 Uhr.